# Supercupa Europei 1999
Supercupa Europei 1999 a fost un meci de fotbal disputat între Lazio și Manchester United.

## Match details
| Manchester United | 0 – 1 | Lazio     |
| ----------------- | ----- | --------- |
|                   |       | Salas 35' |

| Manchester United | Lazio |

| MANCHESTER UNITED: |    |                      |  |     |
|                    |    |                      |  |     |
| GK                 | 17 | Raimond van der Gouw |  |     |
| RB                 | 2  | Gary Neville         |  |     |
| CB                 | 6  | Jaap Stam            |  | 57' |
| CB                 | 21 | Henning Berg         |  |     |
| LB                 | 12 | Phil Neville         |  |     |
| CM                 | 7  | David Beckham        |  | 58' |
| CM                 | 16 | Roy Keane            |  |     |
| CM                 | 18 | Paul Scholes         |  |     |
| RF                 | 20 | Ole Gunnar Solskjær  |  |     |
| CF                 | 9  | Andy Cole            |  | 78' |
| LF                 | 10 | Teddy Sheringham     |  |     |
| Rezerve:           |    |                      |  |     |
| GK                 | 31 | Nick Culkin          |  |     |
| DF                 | 13 | John Curtis          |  | 57' |
| MF                 | 11 | Ryan Giggs           |  |     |
| MF                 | 33 | Mark Wilson          |  |     |
| MF                 | 34 | Jonathan Greening    |  | 78' |
| FW                 | 14 | Jordi Cruyff         |  | 58' |
| FW                 | 19 | Dwight Yorke         |  |     |
| Antrenor:          |    |                      |  |     |
| Sir Alex Ferguson  |    |                      |  |     |

| LAZIO:              |    |                      |  |     |
|                     |    |                      |  |     |
| GK                  | 1  | Luca Marchegiani     |  |     |
| RB                  | 2  | Paolo Negro          |  |     |
| CB                  | 13 | Alessandro Nesta     |  |     |
| CB                  | 11 | Siniša Mihajlović    |  |     |
| LB                  | 15 | Giuseppe Pancaro     |  |     |
| RM                  | 18 | Pavel Nedvěd         |  | 66' |
| CM                  | 25 | Matías Almeyda       |  |     |
| CM                  | 23 | Juan Sebastián Verón |  |     |
| LM                  | 20 | Dejan Stanković      |  |     |
| CF                  | 21 | Simone Inzaghi       |  | 23' |
| CF                  | 10 | Roberto Mancini      |  | 84' |
| Rezerve:            |    |                      |  |     |
| GK                  | 22 | Marco Ballotta       |  |     |
| DF                  | 5  | Giuseppe Favalli     |  |     |
| MF                  | 7  | Sérgio Conceição     |  |     |
| MF                  | 14 | Diego Simeone        |  | 84' |
| MF                  | 16 | Attilio Lombardo     |  | 66' |
| CF                  | 19 | Kennet Andersson     |  |     |
| CF                  | 9  | Marcelo Salas        |  | 23' |
| Antrenor:           |    |                      |  |     |
| Sven-Göran Eriksson |    |                      |  |     |

| Omul meciului: Juan Sebastián Verón (Lazio) Arbitrii asistenți: Fourth official: |

| Supercupa Europei 1999 |
| ---------------------- |
| Italia                 |
| Lazio Primul titlu     |